# Katrin Stjernfeldt Jammeh
Sara Katrin Stjernfeldt Jammeh (9. maj 1974 i Malmø) er en svensk socialdemokratisk kommunalpolitiker. Hun tiltrådte den 1. juli 2013 som formand for kommunalbestyrelsen (svarer til borgmester) og finanskommunalråd i Malmö kommun, og er den første kvinde valgt til byens mest magtfulde politiske stilling.
Stjernfeldt Jammeh voksede op udenfor Trelleborg og har studeret statsvidenskab på magisterniveau i Lund og Sheffield. Hun har tidligere været lederskribent på avisen Arbetet og politisk sekretær. Hun var derefter konsulent i samfundskommunikation inden hun 2008 blev socialkommunalråd i Malmö kommun.
Stjernfeldt Jammeh er siden 2010 kommunalråd for skole, tryghed og velfærd i Malmö kommun og har i denne stilling gennemført en omorganisering, hvor ansvaret for skolerne er flyttet fra bydelene til centrale forvaltninger. Hun blev den 23. marts 2013 på Malmö arbetarekommuns årlige generalforsamling valgt til at efterfølge Ilmar Reepalu den 1. juli samme år som formand for kommunalbestyrelsen og som finanskommunalråd.